# Johannes Richter (Tiermediziner)
Johannes Max Hugo Richter (* 10. März 1878 in Dresden; † 3. August 1943 in Leipzig) war ein deutscher Tierarzt und Hochschullehrer. International bekannt wurde er durch sein 2008 neu aufgelegtes Standardwerk Lehrbuch der Tiergeburtshilfe.

## Leben
Er wuchs als Sohn des Kaufmanns Arthur Richter und dessen Ehefrau Camilla Johanna, geb. Pöhlmann, in Dresden auf. Von seinem 10. Lebensjahr an erhielt er Klavierunterricht und erwies sich dabei als so begabt und eifrig, dass extra für ihn ein Klavier auch in das in Loschwitz gelegene Sommerhaus seiner Familie transportiert wurde. Seinem Wunsch, Musik zu studieren, widersprach jedoch der Vater mit dem Hinweis auf "brotlose Kunst". Nach dem Abitur studierte Johannes daher zunächst ein Semester Naturwissenschaften an der Universität Genf.
Zurück in Dresden absolvierte er ein Veterinärmedizinstudium an der dortigen Tierärztlichen Hochschule. Während seines Studiums wurde er 1896/97 Mitglied der Landsmannschaft Alemannia Dresden, 1920 Ehrenmitglied der Landsmannschaft Misnia Dresden. Er wurde 1900 als Tierarzt approbiert. Es folgten Promotionen an den Universitäten Erlangen 1901 und Gießen 1904 und Habilitation in Dresden. 1906 wurde er außerordentlicher Professor und Leiter der ambulatorischen Tierklinik Dresdens, 1912 schließlich ordentlicher Professor und Leiter des Dresdner Institutes für Tierzucht und Geburtskunde. Im Ersten Weltkrieg diente er als Leiter eines Pferdelazaretts in Lüttich, Belgien.
1923 siedelte er mit seiner Frau und beiden Kindern nach Leipzig über, da im gleichen Jahr auch die Dresdner Tierärztliche Hochschule als Veterinärmedizinische Fakultät der Universität Leipzig angeschlossen worden wurde. Im November 1933 unterzeichnete er das Bekenntnis der deutschen Professoren zu Adolf Hitler.
Sein engeres Arbeitsfeld galt den Geburts- und Aufzugsschäden bei der Tierzucht. Auf diesem Gebiet war er auch in der Pelztierzucht tätig, insbesondere in der Silberfuchszucht. In früheren Jahren unternahm er Körreisen zu Silberfuchsfarmen und betätigte sich als Preisrichter bei Pelztierausstellungen. Während der Internationale Pelzfachausstellung (IPA) leitete er den Fachlehrgang für Pelztierzüchter, auch gehörte er dem Sachverständigen-Ausschuss für Pelztierzucht an. Er war Mitglied der Kaiserlichen Deutschen Akademie der Naturforscher in Halle, der Gesellschaft für Natur- und Heilkunde in Dresden sowie Ehrenmitglied der schwedischen und finnischen Tierärzte.
In den 1930er Jahren machen gesundheitliche Probleme mehrere Kuraufenthalte notwendig. Hinzu kamen Depressionen, die sich während des Zweiten Weltkrieges verschlimmerten. Am 3. August 1943 erschoss er sich im Alter von 65 Jahren in seinem Dienstzimmer im Institut.

## Ehrungen
1926 wurde er zum Mitglied der Deutschen Akademie der Naturforscher Leopoldina gewählt.

## Schriften und Werke
- Harms´ Lehrbuch der tierärztlichen Geburtshilfe. mit Johannes Schmidt und Richard Reinhard, 4. Auflage, Schoetz, Berlin 1912.
- Aus dem Pferdelazarett Lüttich. Beobachtungen während der Jahre 1915/16. Schoetz, Berlin 1918.
- Die Unfruchtbarkeit der Ziegenböcke. Schoetz, Berlin 1919.
- Puschs Wandtafeln zur Beurteilung des Pferdes. Schoetz, Berlin 1921.
- Der Beruf des Tierarztes. Berufsberatungsvortrag. Schoetz, Berlin 1021.
- Ursachen und Behandlung der Unfruchtbarkeit des Rindes. Schoetz, Berlin 1922.
- Wandtafeln zum geburtshilflichen Unterricht beim Pferd. Schaper, Hannover 1925.
- Ratgeber für das Studium der Veterinärmedizin. Leipziger Hochschulhefte 1925.
- Die Sterilität des Rindes. 3. Auflage. Schoetz, Berlin 1926.
- Zwillings- und Mehrlingsgeburten bei unseren landwirtschaftlichen Haussäugetieren. Arb. d. Dtsch. Gesellschaft f. Züchtungsk. H. 29. Schaper, Hannover 1926.
- Das Studium der Veterinärmedizin an der Universität Leipzig. Lorentz, Leipzig 1935.
- Die Schwangerschaftsdiagnose beim Rind. 3. Auflage. Schoetz, Berlin 1937.
- Lehrbuch der Tiergeburtshilfe. Zusammen mit Richard Goetze, Schoetz, Berlin 1950, 4. Auflage 2008.